# پاکستان در المپیک تابستانی ۲۰۲۴
کاروان المپیکی پاکستان، یکی از کاروان‌های شرکت‌کننده در بازی‌های المپیک تابستانی ۲۰۲۴ بود. این مسابقات از ۲۶ ژوئیه تا ۱۱ اوت ۲۰۲۴ (۵ تا ۲۱ امرداد ۱۴۰۳ خورشیدی) به میزبانی پاریس، پایتخت فرانسه برگزار شد. این حضور، نوزدهمین حضور کاروانی پاکستانی در ادوار المپیک بود
ارشد ندیم، پرتاب‌گر نیزه پاکستانی موفق شد نخستین مدال طلای کاروان پاکستان را از المپیک ۱۹۸۴ و نخستین مدال پاکستان از المپیک ۱۹۹۲ را کسب کند. این مدال طلا همچنین نخستین طلای تاریخ پاکستان در رشته‌های انفرادی المپیک بود. ندیم همچنین یک رکورد المپیک را هم شکست. او رکورد ۱۶ سالهٔ پرتاب نیزه را که در گذشته ۹۰٫۵۷ متر بود را جابجا کرد و آنرا به ۹۲٫۹۷ متر رساند.

## مدال‌آوران
| مدال | ورزشکار   | ورزش        | ماده             | تاریخ |
| ---- | --------- | ----------- | ---------------- | ----- |
| طلا  | ارشد ندیم | دو و میدانی | پرتاب نیزه مردان | اوت   |

| ورزش        | Gold | Silver | Bronze | کل |
| ----------- | ---- | ------ | ------ | -- |
| دو و میدانی | ۱    | ۰      | ۰      | ۱  |
| کل          | ۱    | ۰      | ۰      | ۱  |

## شرکت‌کنندگان
در زیر به رشته‌هایی که اعضای این کاروان در آن‌ها به رقابت پرداخته‌اند، اشاره شده است.
در این دوره از بازی‌ها، ۴ مرد و ۳ زن کاروان المپیک پاکستان را تشکیل می‌دادند. برهمین اساس، متوازن‌ترین دورهٔ حضور پاکستانی‌ها (از دید جنسیت) در همین دوره رخ داد.
| ورزش        | مردان | زنان | کل |
| ----------- | ----- | ---- | -- |
| دو و میدانی | ۱     | ۱    | ۲  |
| تیراندازی   | ۲     | ۱    | ۳  |
| شنا         | ۱     | ۱    | ۲  |
| کل          | ۴     | ۳    | ۷  |